# Albert von der Kammer
Albert von der Kammer (* 7. November 1860 in Wolgast; † 9. Juli 1951 in Klotzsche) war ein deutscher Unternehmer, Prediger und Autor der Brüderbewegung.

## Leben
Alberts Vater Wilhelm von der Kammer (1825–1880) war zunächst Schuhmachermeister, betätigte sich jedoch ab 1849 als baptistischer Evangelist. Albert selbst kam als Jugendlicher zum Glauben und engagierte sich früh als Prediger in der Baptistengemeinde Wolgast. 1880 wurde die Gemeinde aus der Preußischen Vereinigung der Baptistengemeinden ausgeschlossen und trat der „geschlossenen“ Brüderbewegung bei; in den frühen 1890er Jahren wechselte sie zu den Raven-Brüdern und Ende 1904 zu den „offenen Brüdern“.
Von der Kammer besaß in Wolgast eine kleine Fabrik, in der Wäscheblaubeutel hergestellt wurden. Um 1905 verkaufte er sie und zog nach Sachsen, wo er an der Gründung mehrerer Gemeinden der „offenen Brüder“ mitwirkte. Zeitweise war er auch Gastlehrer an der Allianz-Bibelschule Berlin. Ab 1913 gab er zusammen mit seinem Schwiegersohn Fritz Koch die Zeitschrift Handreichungen aus dem Worte Gottes heraus. Er war ein einflussreicher Prediger der Brüderbewegung, der auch großen Anteil an den Auseinandersetzungen und Einigungsbestrebungen zwischen „geschlossenen“ und „offenen Brüdern“ nahm. Ab den 1930er Jahren war er durch Rheuma und ein Gallenleiden beeinträchtigt und nur noch wenig tätig. Anfang 1950 erlitt er einen Unfall, an dessen Folgen er eineinhalb Jahre später verstarb.

## Familie
Albert von der Kammer heiratete 1885 in erster Ehe Maria Johanna Wallis (1860–1927), mit der er zwei Töchter hatte: Gertrud (1886–1933) und Eva (1888–1972). Nach dem Tod seiner ersten Frau heiratete er 1931 in zweiter Ehe Anna Radczewski (1891/92–?).

## Werke
- Friede, Freude, Heilsgewissheit
- Erwiderung auf einen „Auszug aus einem Briefe über sie sogn. ‚offenen Brüder‘“ (um 1920)
- Ein unbeliebtes Schriftwort (1920, Neuausgaben 1954, 1961, ³1983)
- Der Heilige Geist, der in uns wohnt (1922, Neuausgaben 1964, 1987)
- Hütet die Herde (1925, Neuausgabe 1982, ³1992)
- Der Unterschied zwischen „Tisch“ und „Mahl“ des HErrn. Eine Betrachtung über 1. Kor. 8–10 (11) (1926)
- Herausgabe: Handreichungen aus dem Worte Gottes (1913–1938)
- Lieder: Durch Gnade mach mich stille, Wunder ist’s, dass Du, der Sohn, gekommen (engl. Übersetzung: How wonderful! that Thou the Son hast come)